# Antonio Puerta
Pour les articles homonymes, voir Puerta.
Antonio Puerta Pérez (né le 26 novembre 1984 à Séville et mort le 28 août 2007 à Séville), est un footballeur international espagnol, qui évoluait au poste de latéral gauche.

## Biographie
Natif de Séville, Antonio Puerta effectue l'intégralité de sa carrière au FC Séville où il remporte notamment deux coupes de l'UEFA. Le 7 octobre 2006, il connait sa seule et unique sélection avec l'équipe d'Espagne en remplaçant Joan Capdevila à la 52e minute face à la  lors des éliminatoires du Championnat d'Europe de football 2008.
Le 25 août 2007, lors d'une rencontre entre le FC Séville, son club, et Getafe CF, il est victime d'un premier arrêt cardio-respiratoire sur le terrain,. Réanimé sur la pelouse, il est victime de quatre autres arrêts cardiaques dans les vestiaires. Transporté à l'hôpital Virgen del Rocío de Séville dans un état grave, il y fait un nouvel arrêt cardiaque, puis est placé en soins intensifs. Les médecins découvrent une dysplasie ventriculaire droite arythmogène. Il meurt finalement le 28 août des complications de ses troubles cardiaques après que sa situation a été jugée « défavorable en raison du manque d'oxygène au cerveau et des effets, sur l'organisme, d'un arrêt cardiaque prolongé ».
Après la finale de l'Euro 2008 remporté par l'Espagne, lors de la remise du trophée, un de ses anciens coéquipiers et amis, Sergio Ramos, porte un tee-shirt à l'effigie d'Antonio Puerta pour lui rendre hommage. Il en fera de même en finale de la coupe du monde 2010 ainsi qu'en finale de l'Euro 2012.

## Carrière
| Saison                | Club                  | Championnat           | Championnat | Championnat | Coupe(s) nationale(s) | Coupe(s) nationale(s) | Supercoupe | Supercoupe | Compétition(s) continentale(s) | Compétition(s) continentale(s) | Compétition(s) continentale(s) | Supercoupe UEFA | Supercoupe UEFA | Espagne | Espagne | Total | Total |
| Saison                | Club                  | Division              | M.          | B.          | M.                    | B.                    | M.         | B.         | Comp.                          | M.                             | B.                             | M.              | B.              | M.      | B.      | M.    | B.    |
| 2003-2004             | Séville FC            | Liga                  | 1           | 0           | -                     | -                     | -          | -          | -                              | -                              | -                              | -               | -               | -       | -       | 1     | 0     |
| 2004-2005             | Séville FC            | Liga                  | 7           | 1           | 3                     | 0                     | -          | -          | -                              | -                              | -                              | -               | -               | -       | -       | 10    | 1     |
| 2005-2006             | Séville FC            | Liga                  | 17          | 2           | -                     | -                     | -          | -          | C3                             | 12                             | 2                              | -               | -               | -       | -       | 29    | 4     |
| 2006-2007             | Séville FC            | Liga                  | 31          | 2           | 6                     | 0                     | -          | -          | C3                             | 10                             | 0                              | 1               | 0               | 1       | 0       | 49    | 2     |
| Août 2007             | Séville FC            | Liga                  | 1           | 0           | -                     | -                     | 1          | 0          | -                              | -                              | -                              | -               | -               | -       | -       | 2     | 0     |
| Total sur la carrière | Total sur la carrière | Total sur la carrière | 57          | 5           | 9                     | 0                     | 1          | 0          | -                              | 22                             | 2                              | 1               | 0               | 1       | 0       | 91    | 7     |

## Palmarès
- Vainqueur de la Supercoupe de l'UEFA en 2006 (FC Séville)
- Vainqueur de la Coupe de l'UEFA en 2006 et en 2007 (FC Séville)
- Vainqueur de la Copa del Rey en 2007 (FC Séville)
- 1 sélection en équipe d'Espagne de football